# 100 років утворення Товариства Червоного Хреста України (монета)
«100 ро́ків утво́рення Товари́ства Черво́ного Хреста́ Украї́ни» — ювілейна монета номіналом 5 гривень, випущена Національним банком України, присвячена організації, вікова історія діяльності якої наповнена милосердям, людяністю, співчуттям. Основоположні принципи Міжнародного руху Червоного Хреста і Червоного Півмісяця, якими керується товариство, забезпечують надання допомоги всім нужденним без дискримінації за національною, расовою, статевою, релігійною, мовною, класовою ознаками чи політичними переконаннями. Червоний Хрест розвиває волонтерський рух, поширює знання про міжнародне гуманітарне право, навчає населення навичкам надання першої допомоги тощо.
Монету введено в обіг 29 березня 2018 року. Вона належить до серії «Інші монети».

## Опис монети та характеристики
| Номінал грн. | Метал      | Маса, г | Діаметр, мм | Якість виготовлення       | Гурт     | Тираж, штук                                        |
| ------------ | ---------- | ------- | ----------- | ------------------------- | -------- | -------------------------------------------------- |
| 5            | нейзильбер | 16,54   | 35,0        | спеціальний анциркулейтед | рифлений | 40 000 (у тому числі 15 000 у сувенірній упаковці) |

### Аверс
На аверсі монети на дзеркальному тлі стилізованого хреста розміщено: угорі малий Державний Герб України та напис «УКРАЇНА»; принципи та цінності, якими керується Міжнародний рух Червоного Хреста і Червоного Півмісяця — «ГУМАННІСТЬ/ НЕУПЕРЕДЖЕНІСТЬ/ НЕЙТРАЛЬНІСТЬ/ НЕЗАЛЕЖНІСТЬ/ ДОБРОВІЛЬНІСТЬ/ ЄДИНІСТЬ/ УНІВЕРСАЛЬНІСТЬ»; унизу: номінал «5/ГРИВЕНЬ» та рік карбування монети — «2018», логотип Банкнотно-монетного двору Національного банку України (праворуч).

### Реверс
На реверсі монети розміщено: емблему Червоного Хреста (використано тамподрук), над якою — стилізована гілка калини (деякі ягідки — червоні), під гілкою роки: «1918» (ліворуч) та «2018» (праворуч), написи по колу: «УТВОРЕННЯ ТОВАРИСТВА» (угорі) «ЧЕРВОНОГО ХРЕСТА УКРАЇНИ» (унизу).

15000 монет із загального тиражу було випущено у буклетах
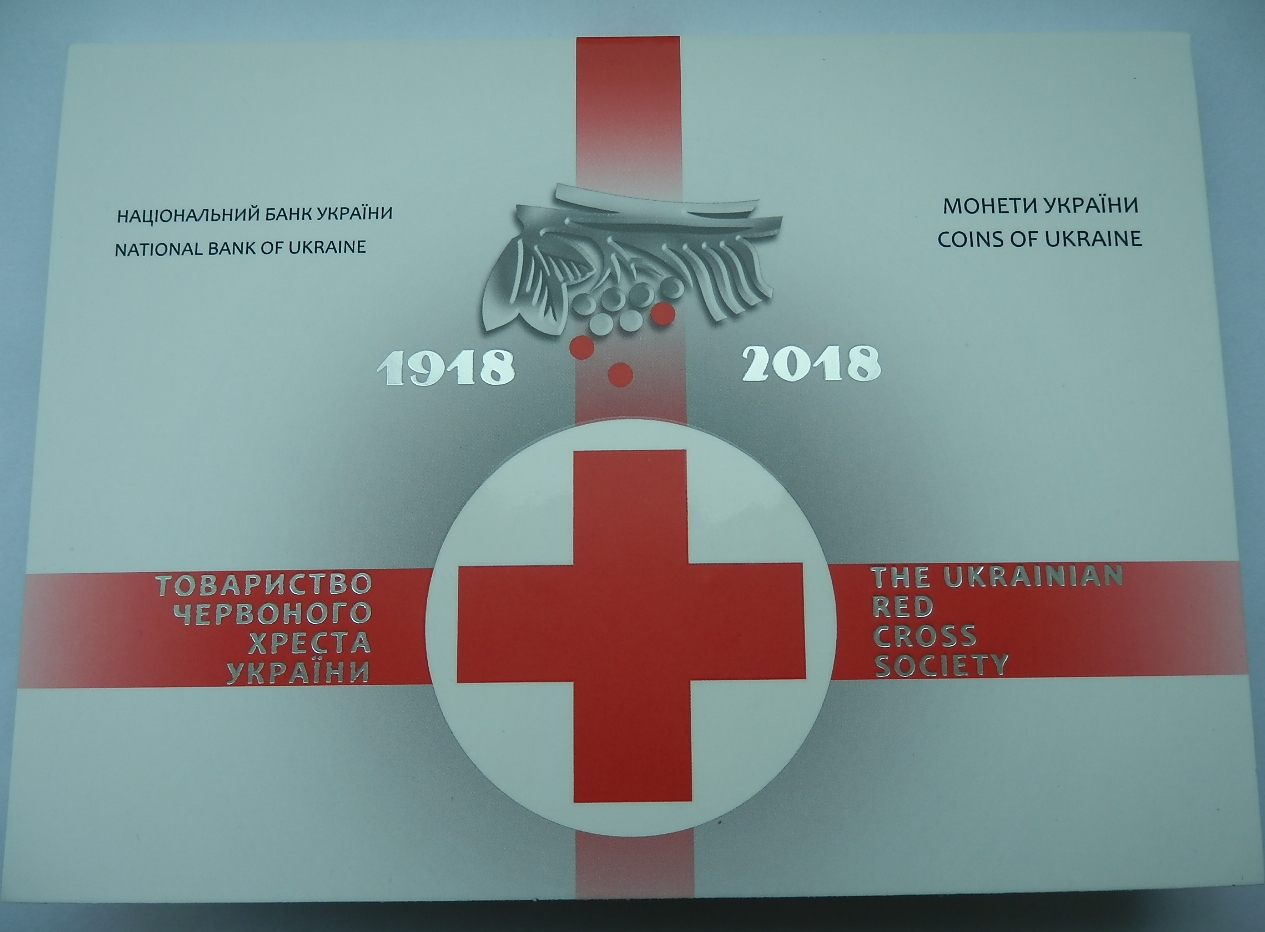
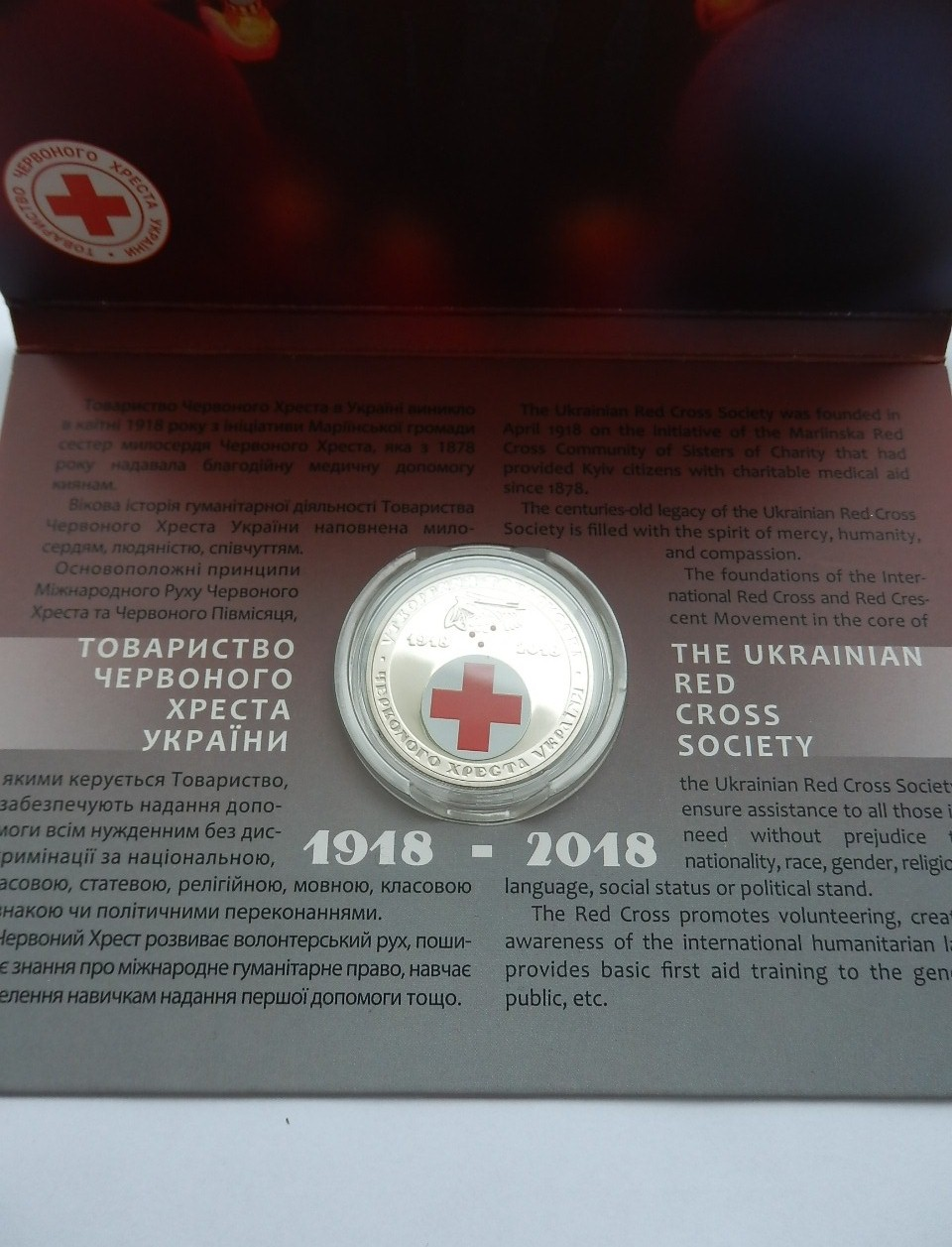
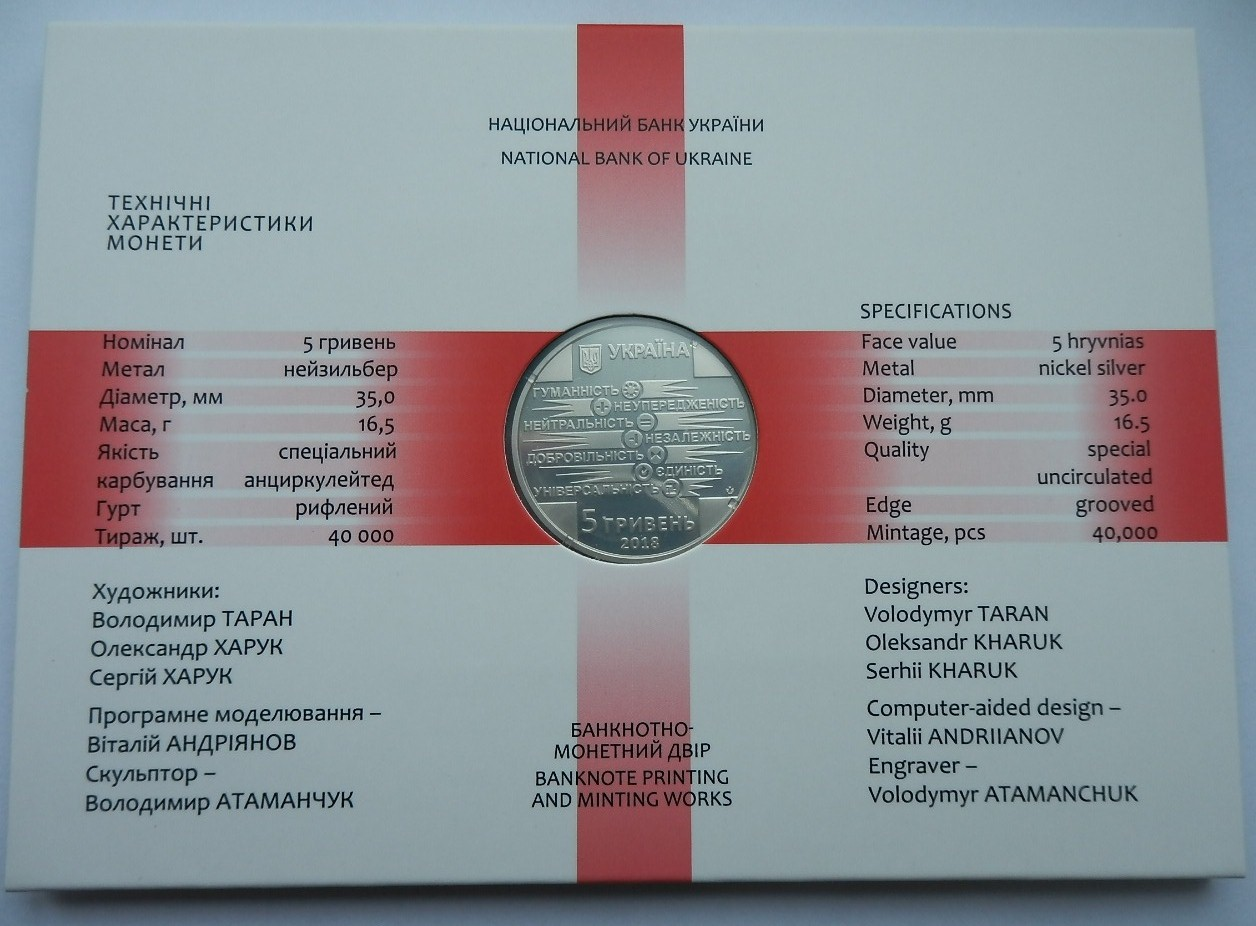

## Автори

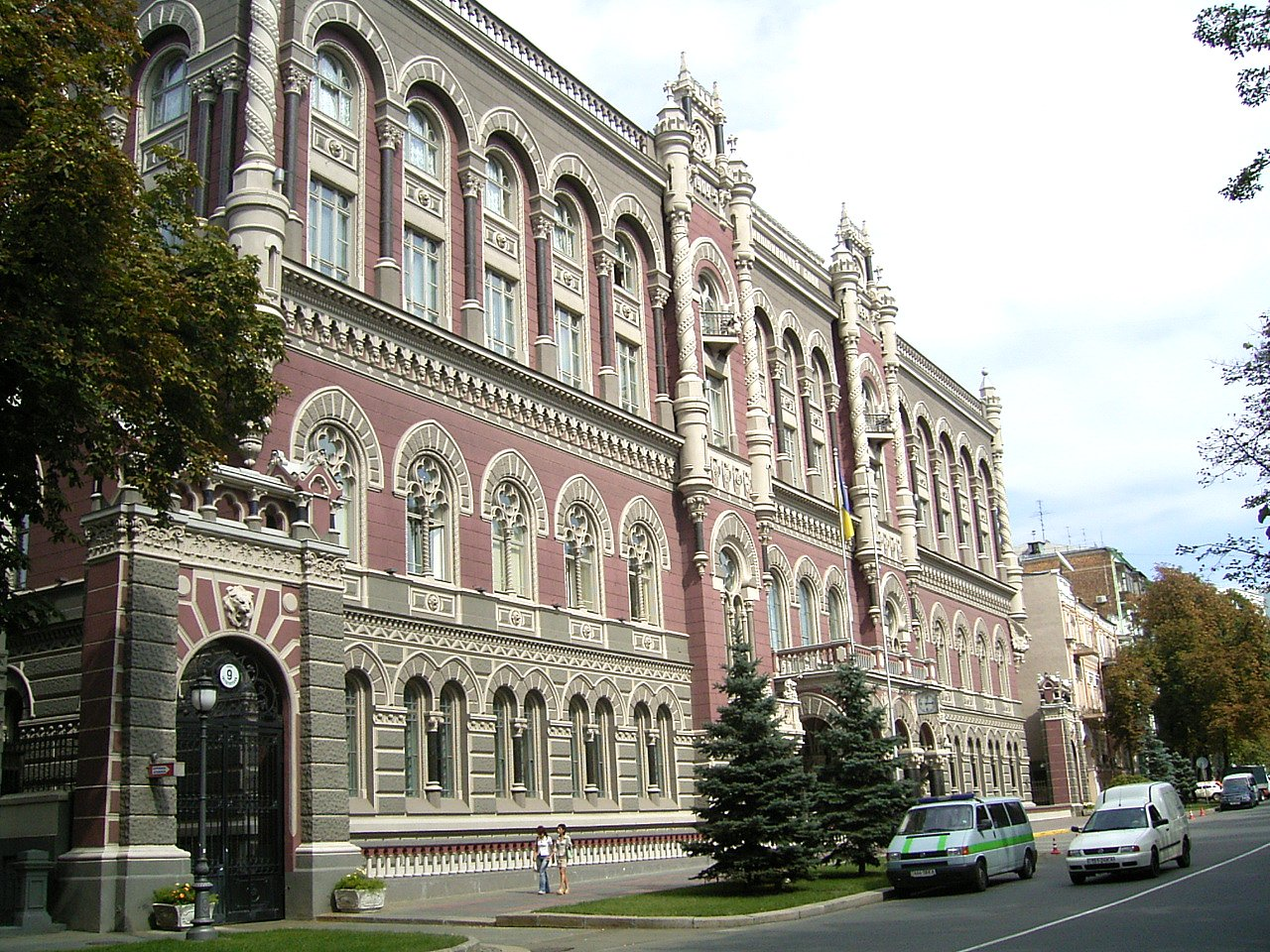
Будівля Національного банку України

- Художники: Таран Володимир, Харук Олександр, Харук Сергій.
- Скульптори: аверс — Атаманчук Володимир, реверс — Андріянов Віталій.

## Вартість монети
Під час введення монети в обіг 2018 року, Національний банк України реалізовував монету через свої філії за ціною 61 гривня.
Фактична приблизна вартість монети, з роками змінювалася так:
| Рік        | 2018 | 2019 | 2020 | 2021 | 2022 | 2023 | 2024 | 2025 |
| ---------- | ---- | ---- | ---- | ---- | ---- | ---- | ---- | ---- |
| Ціна, грн. | 85   | 75   | 80   | 100  | 140  | 300  | 410  | 430  |